# Santo Anastácio (São Paulo)
Santo Anastácio é um município do estado de São Paulo, no Brasil. Sua população estimada em 2024 era de 18.045 habitantes.

## História
Até o início do século XX, a região ocupada atualmente pela cidade era habitada por índios guaranis caiuás, xavantes e caingangues. A partir dessa época, a expansão da cultura do café pelo oeste do estado de São Paulo trouxe os trilhos das estradas de ferro para a região por que as estradas eram sombrias, como grandes levas de imigrantes portugueses, espanhóis, italianos e japoneses. A efetiva intenção de expansionismo da Estrada de Ferro Sorocabana começou a despertar interesse de grupos que detinham a posse de terras na região, dentre eles a Companhia dos Fazendeiros de São Paulo, que firmou um contrato com a Sociedade Ramos e Porto & Cia, que tinha como sócios os senhores Arthur Ramos e Silva (pai), Arthur Ramos e Silva Jr., Dr. Luiz Ramos e Silva e Fabiano Porto, com o objetivo de lotear as glebas rurais, comercializar e colonizar a região.
Para o Posto de Vendas, designou o Dr. Luiz Ramos e Silva e o engenheiro Silvano Wendel, que havia desenhado a planta de uma nova cidade.
Os primeiros lotes de terras com cinquenta alqueires, foram adquiridos por Francisco Bravo Del Val e Ângelo Tápias Ortiz, pelo valor de 60.000 reis cada.
O curioso é que cada um que adquiria um lote na zona rural, ganhava gratuitamente um terreno localizado na zona urbana, ou seja, na futura cidade que viria a florir.
Em 9 de setembro de 1917, o Dr. Silvano Wendel, executa o alinhamento das ruas do povoado do Vai e Vem, auxiliado pelo agrimensor Francisco Maldonado.O projeto é feito e a cidade planejada, com ruas e avenidas largas, diferente das demais cidades da Alta Sorocabana.
O povoado local foi elevado à categoria de vila em 1921 por Washington Luís, passando a denominar-se distrito de paz de Santo Anastácio, uma homenagem a Santo Anastácio. O aniversário do município é comemorado em 19 de novembro.

## Geografia
Localiza-se a uma latitude 21º50'18" sul e a uma longitude 51º36'37" oeste, estando a uma altitude de 436 metros. Possui uma área de 552,876 km².
Faz divisa com os municípios de Piquerobi, Marabá Paulista, Mirante do Paranapanema, Presidente Bernardes e Ribeirão dos Índios.

## Demografia

### População
| Crescimento populacional                             | Crescimento populacional | Crescimento populacional | Crescimento populacional |
| Ano                                                  | População Total          |                          | %±                       |
| ---------------------------------------------------- | ------------------------ | ------------------------ | ------------------------ |
| 1934                                                 | 19 070                   |                          | —                        |
| 1937                                                 | 20 387                   |                          | 6,9%                     |
| 1940                                                 | 28 290                   |                          | 38,8%                    |
| 1946                                                 | 40 333                   |                          | 42,6%                    |
| 1950                                                 | 36 489                   |                          | −9,5%                    |
| 1958                                                 | 23 089                   |                          | −36,7%                   |
| 1960                                                 | 21 577                   |                          | −6,5%                    |
| 1970                                                 | 25 332                   |                          | 17,4%                    |
| 1980                                                 | 21 652                   |                          | −14,5%                   |
| 1991                                                 | 22 079                   |                          | 2,0%                     |
| 2000                                                 | 20 749                   |                          | −6,0%                    |
| 2010                                                 | 20 475                   |                          | −1,3%                    |
| 2022                                                 | 17 963                   |                          | −12,3%                   |
| Est. 2024                                            | 18 045                   | [ 7 ]                    | 0,5%                     |
| Fontes: Censos Demográficos IBGE e Estimativas SEADE |                          |                          |                          |

### Dados demográficos
Dados do Censo - 2010
População total: 20475
População estimada: 20.878 (IBGE-2019)
- Urbana: 19.044
- Rural: 1.705
- Homens: 9.982
- Mulheres: 10.493

Densidade demográfica (hab./km²): 37,03
Mortalidade infantil até 1 ano (por mil): 11,76
Expectativa de vida (anos): 73,58
Taxa de fecundidade (filhos por mulher): 1,95
Taxa de alfabetização: 99,58%
Índice de Desenvolvimento Humano (IDH-M): 0,792
- IDH-M Renda: 0,725
- IDH-M Longevidade: 0,854
- IDH-M Educação: 0,689

(Fonte: IPEADATA)

## Política e administração
O poder executivo do município é representado pelo prefeito e seu gabinete de secretários, seguindo o modelo proposto pela Constituição Federal. O primeiro prefeito de Santo Anastácio foi José Prado, que esteve à frente do cargo entre 1925 e 1927  e o atual é Luiz Infante (PSDB), eleito nas eleições municipais de 2024, com 30,59% dos votos válidos, tendo como vice-prefeito Adner Scaraboto Gonçalves (UNIÃO).
O poder legislativo é constituído pela Câmara de Vereadores, formada por onze vereadores eleitos para mandatos de quatro anos. Cabe à casa elaborar e votar leis fundamentais à administração e ao Executivo, especialmente o orçamento municipal (conhecido como Lei de Diretrizes Orçamentárias). O atual presidente da Câmara Municipal é o vereador Franklin Ferreira Sanches (PL), eleito por seus pares para presidir a mesa diretora para o biênio 2025/2026.  Santo Anastácio se rege por sua Lei Orgânica, promulgada em 05 de abril de 1990.

## Infraestrutura

### Comunicações
O sistema de telefones automáticos foi inaugurado na cidade em 1954 pela Empresa Telefônica Paulista. Já o sistema de discagem direta à distância (DDD) foi implantado em 1977 pela Telecomunicações de São Paulo (TELESP) com o código de área (0182).
Na década de 90 o código DDD da cidade foi alterado para (018), para padronização do sistema telefônico com a telefonia celular que estava sendo implantada em todo o estado.

### Educação
Santo Anastácio possui 4 escolas da rede municipal, sendo 3 do Ensino Fundamental ciclo I e uma de Educação Infantil:, são elas respectivamente: EMEF Dr. Tertuliano de Arêa Leão (extinta EEPG Dr. Tertuliano de Arêa Leão), EMEF Enrico Bertoni (extinta EEPG Enrico Bertoni), EMEF Profº  Alberico da Silva Cesar (extinta EEPG Profº  Alberico da Silva Cesar) e EMEI Profa. Ana Munhoz Issa). Também conta com três centros de educação infantil (creche-escola) da rede municipal: CEI Eugenia Ayres de Lima, CEI Marisa Amaral Garcia e CEI Raymundo Pismel. Possui também 2 escolas da rede estadual: EE Prof. Oswaldo Ranazzi e EE Alice Maciel Sanches. Por fim, possui também as escolas de rede particular: Centro Educacional SESI, Colégio Maximus e Colégio Atlas.

## Religião
O Cristianismo se faz presente na cidade da seguinte forma:

### Igreja Católica
- A igreja faz parte da Diocese de Presidente Prudente.[21]

### Igrejas Evangélicas
Entre as igrejas protestantes históricas, pentecostais e neopentecostais, encontram-se na cidade:
- Assembleia de Deus Ministério do Belém.[24][25]
- Congregação Cristã no Brasil.[26]
- Igreja Batista (CBB)